# Germaine Kamayirese
Germaine Kamayirese, née dans le district de Nyarugenge, le 5 août 1981, est une ingénieure et femme politique au Rwanda, qui a été ministre de la Gestion des urgences et des Affaires des réfugiés au sein du cabinet Rwandais, du 18 octobre 2018 jusqu'à son retrait du cabinet le 27 février 2020.
Auparavant, du 24 juillet 2014 au 18 octobre 2018, elle a été ministre d'État aux Infrastructures chargée de l'Énergie, de l'Eau et de l'Assainissement,.

## Biographie

### Éducation
Elle est née dans le district de Nyarugenge, le 5 août 1981. De 2000 à 2005, elle a étudié à l' Institut des sciences et technologies de Kigali (KIST), qui est aujourd'hui le Collège des sciences et technologies (Rwanda), un collège constitutif de l'Université national du Rwanda. Elle est titulaire d'un baccalauréat en génie électrique et mécanique, décerné par le KIST en 2005. Elle est également titulaire d'un Master of Communications Management, décerné conjointement en 2010 par le KIST et l'université de Coventry, au Royaume-Uni,.

### Carrière
De 2008 à 2011, Germaine Kamayirese a occupé le poste de spécialiste des réseaux à la Rwanda Utilities Regulatory Agency (RURA). De 2012 à 2014, elle a exercé les fonctions de spécialiste réseau chez « Tigo-Rwanda ». De 2010 à 2011, Kamayirese a été conseiller à l'Institute of Engineering Architecture Rwanda. En septembre 2017, elle était membre de la Rwanda Women Engineers Association (RWEA),
En sa qualité de ministre d'État chargée de l'énergie, de l'eau et de l'assainissement au ministère des Infrastructures, elle était chargée de l'exécution de la stratégie et de la politique nationales du pays en matière de production, de transport, de distribution et de commerce d'électricité au Rwanda et avec des entités énergétiques étrangères. Elle était également responsable de la fourniture de services d'approvisionnement en eau et d'assainissement fiables, sûrs et durables dans tout le Rwanda,.
Lors d'un remaniement ministériel le 18 octobre 2018, Mme Kamayirese a été nommée nouvelle ministre de la Gestion des urgences et des Réfugiés.

### Famille
Germaine Kamayirese est mère de quatre enfants.

## Distinctions
En décembre 2014, Forbes l'a nommée parmi les 20 plus jeunes femmes puissantes d'Afrique 2014,.